# Zuzana je zase sama doma
Zuzana je zase sama doma (1961) je pásmo písniček s průvodním slovem od Jiřího Suchého. Oproti staršímu pásmu Zuzana je sama doma (1961), kde hlas Zuzany ze záznamu jednoduše spojoval jednotlivé písničky, Zuzana je zase sama doma je satirou proti měšťáctví a proti odmítání jazzové a rock'n'rollové hudby, se kterým se tehdy Semafor potýkal. Zuzana (opět hlas Zuzany Stivínové ze záznamu) seznamuje diváky s jednotlivými obyvateli jejího domu a hraje si písničky z magnetofonu (které jsou pak naživo hrány na jevišti). Na jevišti také vystupují tři z obyvatel domu: pan Laube, který brojí proti hudbě, kterou nemá rád, pan Pokorný a Helenka. Ze záznamu je také telefonní rozhovor Zuzany s Jiřím Suchým a Jiřím Šlitrem o tom, že o ní napsali Písničku pro Zuzanu.
Téměř polovinu písniček z pásma napsali Jiří Šlitr (hudba) s Jiřím Suchým (text), v několika případech také Suchý přetextoval americké písně a čtyři písně jsou Šlitrovými melodiemi na texty Pavla Kopty a Miroslava Horníčka. Píseň mladého samouka napsal Jiří Suchý sám.
Vrcholem představení byl duet Evy Pilarové a Waldemara Matušky Ach ta láska nebeská, který vyhrál první ročník ankety Zlatý slavík v kategorii písní.
Zpěváky doprovázel Sextet divadla Semafor, který řídil Ferdinand Havlík. Dále v něm hráli Karel Růžička, Jaroslav Štrudl, Antonín Gondolán, Jiří Kysilka a Lubomír Pánek.
Pásmo Zuzana je zase sama doma bylo také natočeno jako televizní film.
Třetí „Zuzanou“ v Semaforu bylo pásmo Zuzana není pro nikoho doma (1963).

## Obsazení
| Václav Štekl    | pan Pokorný |
| Viktor Maurer   | pan Laube   |
| Helena Lukasová | Helenka     |

zpěváci
- Eva Pilarová, Hana Hegerová, Eva Olmerová, Waldemar Matuška, Karel Štědrý

hlasy ze záznamu
- Zuzana Stivínová, Jiří Suchý, Jiří Šlitr, slečna z centrály

## Seznam písniček
- Malé kotě
- Malý blbý psíček
- Potkal jsem jelena
- Smrt starého osla
- Pozvání
- Jaro
- Betty
- Píseň o vyšinutém trpaslíkovi
- Mister Rock a Mister Roll
- Kočka na okně
- Píseň mladého samouka
- Drožkář
- Vím už co to znamená
- Dnes naposled
- Písnička pro Zuzanu
- Černá Jessie
- Árie měsíce
- Ach ta láska nebeská

## Záznamy hry

### Televizní film
Ještě týž rok, kdy měla hra premiéru, vznikla její televizní verze, kterou režírovala Eva Sadková (kamera: Eduard Landisch). Byla vysílána 25. listopadu 1961. Hráli a zpívali v ní ti stejní herci, včetně těch, jejichž hlasy na divadle zněly pouze ze záznamu, a další (např. Ladislav Fialka). Jde o upravenou verzi představení, zazněly zde i nové písně: Jiří Suchý s Jiřím Šlitrem uvedli Koupil jsem si knot, Waldemar Matuška zazpíval Blues o stabilitě.
Tři písničky z filmu později vyšly na DVD. Kočka na okně na DVD Největší hity (Supraphon, 2005), Blues o stabilitě a Koupil jsem si knot na DVD Největší hity 2 (Supraphon, 2007).
Tři písně z televizního záznamu (Blues o stabilitě, Drožkář a Betty) vyšly na CD Taková ztráta krve, Zuzana je zase sama doma (Bonton, 2000).

### Zvukové záznamy hry
Záznam druhé části představení se nezachoval, údajně proto, že „Karel Štědrý o přestávce vytáhl žertem konektor ze zdířky magnetofonu a na defekt se přišlo až po představení“. Písně jsou ale v nějakých verzích nahrány všechny.
- Divadlo Semafor 1959 - 1969, Supraphon, 1978 – výběr dvou písní: Potkal jsem jelena a Pozvání
- Taková ztráta krve, Zuzana je zase sama doma, Bonton, 2000 – 8 písní: Malé kotě, Malý blbý psíček, Potkal jsem jelena, Smrt starého osla, Pozvání, Jaro, Píseň o vyšinutém trpaslíkovi, Mister Rock a Mister Roll

## Knižní vydání textu hry
- Encyklopedie Jiřího Suchého, svazek 9, divadlo 1959–1962, Karolinum a Pražská imaginace, Praha 2002: s. 173–189.